# Liste des épisodes de Lost : Les Disparus
Pour un article plus général, voir Lost : Les Disparus.

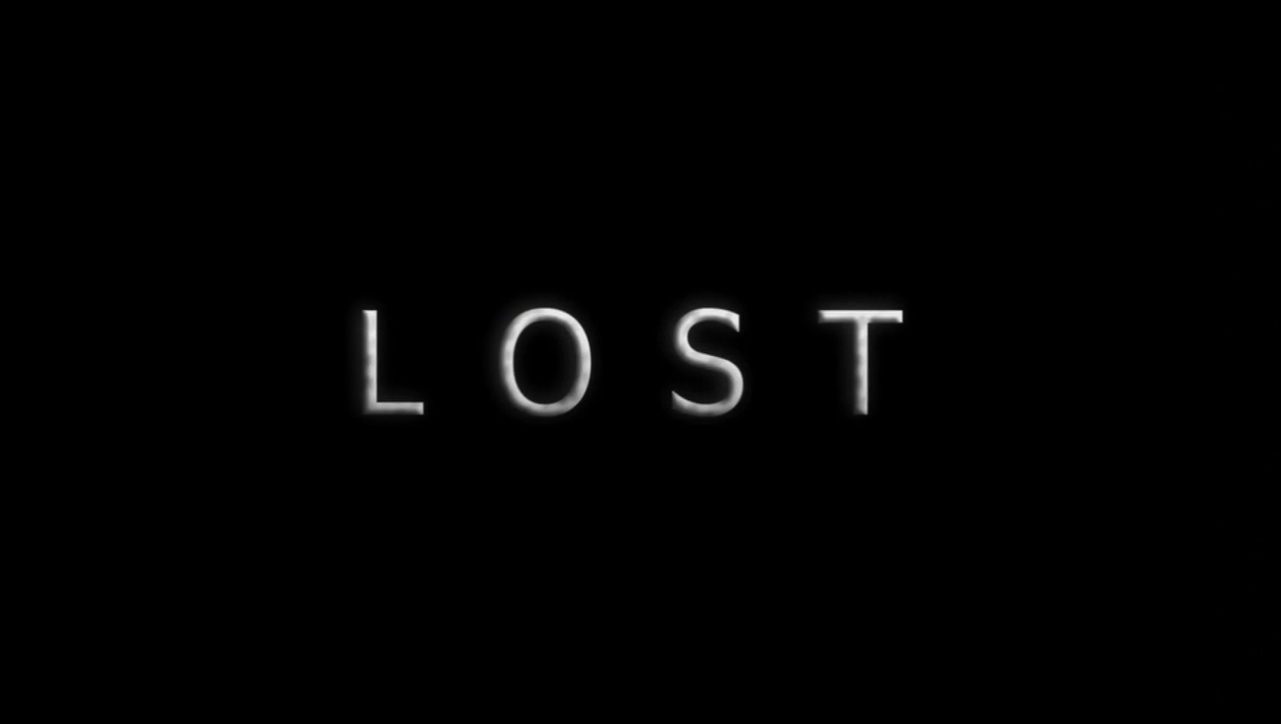
Image introductive de Lost : Les Disparus.

Cet article présente la liste des épisodes du feuilleton télévisé américain Lost : Les Disparus (Lost).
La série comporte 121 épisodes répartis en 6 saisons, pour un total de 87 heures et 32 minutes de contenu.

## Panorama des saisons
| Saison | Nombre d'épisodes | Diffusion originale sur ABC | Diffusion originale sur ABC |
| Saison | Nombre d'épisodes | Début de saison             | Fin de saison               |
| ------ | ----------------- | --------------------------- | --------------------------- |
| 1      | 25                | 22 septembre 2004           | 25 mai 2005                 |
| 2      | 24                | 21 septembre 2005           | 24 mai 2006                 |
| 3      | 23                | 4 octobre 2006              | 23 mai 2007                 |
| 4      | 14                | 31 janvier 2008             | 29 mai 2008                 |
| 5      | 17                | 21 janvier 2009             | 13 mai 2009                 |
| 6      | 18                | 2 février 2010              | 23 mai 2010                 |

## Liste des épisodes
Dans la liste qui suit, le deuxième titre francophone, quand il existe, réfère à celui utilisé par Radio-Canada.

### Première saison (2004-2005)
Cette première saison est la plus longue de la série, avec une durée totale de 17 h 54 min.
1. Le Réveil, première partie (Pilot: Part One) (42 min 20 s)
2. Le Réveil, deuxième partie (Pilot: Part Two) (40 min 24 s)
3. Le Nouveau Départ (Tabula Rasa) (43 min 31 s)
4. Les Pieds sur terre (Walkabout) (42 min 47 s)
5. À la recherche du père (White Rabbit) (42 min 29 s)
6. Regard vers l'ouest (House of the Rising Sun) (42 min 52 s)
7. Le Papillon de nuit (The Moth) (43 min 19 s)
8. Transfert d'identité (Confidence Man) (43 min 24 s)
9. Le Choix du soldat (Solitary) (43 min 16 s)
10. La Force du destin (Raised by Another) (42 min 55 s)
11. Les Démons intérieurs (All the Best Cowboys Have Daddy Issues) (43 min 20 s)
12. L'Objet de tous les désirs (Whatever the Case May Be) (42 min 19 s)
13. Le cœur a ses raisons… (Hearts and Minds) (43 min 24 s)
14. Au nom du fils (Special) (43 min 22 s)
15. À la dérive (Homecoming) (43 min 25 s)
16. Le Prix de la vengeance (Outlaws) (41 min 44 s)
17. Le Mur du silence (… in Translation) (43 min 10 s)
18. La Loi des nombres (Numbers) (43 min 15 s)
19. Tombé du ciel (Deus ex machina) (43 min 22 s)
20. Pour le meilleur et pour le pire (Do No Harm) (42 min 48 s)
21. Elle ou lui / Pour le bien de tous (The Greater Good) (43 min 22 s)
22. Éternelle fugitive (Born to Run) (43 min 22 s)
23. L'Exode, première partie (Exodus: Part One) (43 min 24 s)
24. L'Exode, deuxième partie (Exodus: Part Two) (43 min 09 s)
25. L'Exode, troisième partie (Exodus: Part Three) (43 min 24 s)

### Deuxième saison (2005-2006)
La durée totale de cette saison est de 17 h 34 min.
1. La Descente (Man of Science, Man of Faith) (43 min 17 s)
2. Seuls au monde (Adrift) (42 min 31 s)
3. 108 minutes (Orientation) (43 min 16 s)
4. Le mal-aimé (Everybody Hates Hugo) (43 min 15 s)
5. Retrouvés… (... and Found) (42 min 30 s)
6. Abandonnée (Abandoned) (42 min 54 s)
7. Les Autres 48 jours (The Other 48 Days) (42 min 29 s)
8. La Rencontre / Représailles (Collision) (46 min 18 s)
9. Message personnel / Le Mal dans le sang (What Kate Did) (45 min 56 s)
10. Le Psaume 23 /  Le Choix des armes (The 23rd Psalm) (43 min 17 s)
11. En territoire ennemi / Chasse à l'homme (The Hunting Party) (43 min 07 s)
12. Le Baptême / Le Sauveur (Fire + Water) (43 min 14 s)
13. Conflits / Manipulations (The Long Con) (44 min 26 s)
14. Un des leurs / L'Un d'entre eux (One of Them) (44 min 44 s)
15. Congés de maternité / Entre leurs mains (Maternity Leave) (43 min 16 s)
16. Toute la vérité (The Whole Truth) (46 min 08 s)
17. Bloqué ! / Huis clos (Lockdown) (43 min 16 s)
18. Dans son monde / Dave (Dave) (46 min 21 s)
19. SOS (S.O.S.) (43 min 18 s)
20. Compagnon de déroute (Two for the Road) (43 min 16 s)
21. Sous surveillance / ? (?) (46 min 10 s)
22. Ces quatre là / Trois minutes (Three Minutes) (45 min 19 s)
23. Vivre ensemble… / Vivre ensemble, mourir seul, première partie (Live Together, Die Alone: Part One) (43 min 19 s)
24. …Et mourir seul / Vivre ensemble, mourir seul, deuxième partie (Live Together, Die Alone: Part Two) (43 min 18 s)

### Troisième saison (2006-2007)
La durée totale de cette saison est de 16 h 31 min.
1. De l'autre côté / Un autre monde (A Tale of Two Cities) (43 min 18 s)
2. D'entre les morts / L'Art de la soumission (The Glass Ballerina) (43 min 17 s)
3. Embuscade / Le Chasseur (Further Instructions) (42 min 5 s)
4. Une histoire de cœur / Chacun pour soi (Every Man For Himself) (43 min 18 s)
5. L'Heure du jugement (The Cost of Living) (43 min 18 s)
6. Coup d'État / Sacrifices (I Do) (43 min 19 s)
7. Loin de chez elle / Loin de Portland (Not In Portland) (43 min 13 s)
8. Impression de déjà vu (Flashes Before Your Eyes) (43 min 11 s)
9. Étranger parmi eux / Chez eux (Stranger In A Strange Land) (43 min 14 s)
10. Chance et malchance (Tricia Tanaka Is Dead) (43 min 11 s)
11. Tapez 77 (Enter 77) (43 min 06 s)
12. La Voie des airs (Par Avion) (43 min 06 s)
13. Sans retour (The Man from Tallahassee) (43 min 15 s)
14. Jusque dans la tombe / À l'amour, à la mort (Exposé) (43 min 11 s)
15. Meilleures Ennemies / À l'amende (Left Behind) (43 min 14 s)
16. Une des nôtres / Persona non grata (One Of Us) (42 min 31 s)
17. L'Effet papillon / Avis de décès (Catch 22) (42 min 18 s)
18. Histoire de femmes / Un heureux événement (D.O.C.) (43 min 11 s)
19. Mon père cet escroc / Filiations (The Brig) (43 min 12 s)
20. L'Homme de l'ombre / L'homme qui tire les ficelles (The Man Behind the Curtain) (43 min 15 s)
21. Meilleurs Moments (Greatest Hits) (43 min 14 s)
22. Là où tout commence… / L'Envers de l'océan, première partie (Through the Looking Glass: Part One) (43 min 9 s)
23. …et tout finit. / L'Envers de l'océan, deuxième partie (Through the Looking Glass: Part Two) (43 min 14 s)

### Quatrième saison (2008)
La quatrième saison devait initialement comprendre seize épisodes. Toutefois, à la suite de la grève des scénaristes, le nombre d'épisodes a été réduit à quatorze épisodes. La durée totale de cette saison est donc seulement de 10 h.
1. Le Début de la fin (The Beginning of the End) (43 min 8 s)
2. Enfin les secours ? / La Voix des morts (Confirmed Dead) (43 min 9 s)
3. Liste noire / L'Économiste (The Economist) (43 min 5 s)
4. Mères ennemies / Liberté surveillée (Eggtown) (43 min 4 s)
5. Perdu dans le temps (The Constant) (43 min 8 s)
6. L'Autre femme / Jalousies (The Other Woman) (43 min)
7. Le Choix du pardon / Ji Yeon (Ji Yeon) (42 min 46 s)
8. Seconde chance (Meet Kevin Johnson) (43 min 8 s)
9. De nouvelles règles (The Shape of Things to Come) (42 min 46 s)
10. Une part de soi / D'heureuses perspectives (Something Nice Back Home) (43 min 8 s)
11. Le Messager / La Cabane (Cabin Fever) (43 min 8 s)
12. Ceux qui restent, première partie / Les Six du vol Océanic, première partie (There's No Place Like Home: Part One) (42 min 57 s)
13. Ceux qui restent, deuxième partie / Les Six du vol Océanic, deuxième partie (There's No Place Like Home: Part Two) (41 min 56 s)
14. Ceux qui restent, troisième partie / Les Six du vol Océanic, troisième partie (There's No Place Like Home: Part Three) (43 min 9 s)

### Cinquième saison (2009)
Cette cinquième saison comporte 17 épisodes, pour compenser la baisse de contenu engendrée lors de la saison 4. La durée totale de cette saison est de 12 h 15 min.
1. Les Exilés / Le jour où l'île s’est déplacée (Because You Left) (43 min 4 s)
2. Ne jamais mentir / Le Mensonge (The Lie) (42 min 11 s)
3. Bombe H / La Bombe (Jughead) (43 min 6 s)
4. Le Petit Prince / Pour Aaron (The Little Prince) (43 min 7 s)
5. Retour à l'Orchidée / Voyage vers l'Orchidée (This Place Is Death) (43 min 8 s)
6. Le Vol 316 (316) (46 min 25 s)
7. La Vie et la Mort de Jeremy Bentham / La Vie de Jeremy Bentham (The Life and Death of Jeremy Bentham) (43 min 11 s)
8. Monsieur LaFleur (LaFleur) (43 min 2 s)
9. Namaste (Namaste) (43 min 7 s)
10. Le Prisonnier / Un nouvel ennemi (He's Our You) (42 min 30 s)
11. Le passé, c'est le passé / Passé recomposé (Whatever Happened, Happened) (43 min 11 s)
12. Ben et l'enfant / Le Jugement (Dead Is Dead) (43 min 5 s)
13. Parle avec eux / Le Syndrome Skywalker (Some Like It Hoth) (43 min 10 s)
14. Le Facteur humain / La Variable (The Variable) (43 min 8 s)
15. Suivez le guide / L'Évacuation (Follow the Leader) (43 min 5 s)
16. Au bout du voyage, première partie / L'Incident, première partie (The Incident: Part One) (45 min 2 s)
17. Au bout du voyage, deuxième partie / L'Incident, deuxième partie (The Incident: Part Two) (41 min 51 s)

### Sixième saison (2010)
Le 23 avril 2009, la série a été renouvelée pour une sixième et dernière saison diffusée à partir du 2 février 2010. La durée totale de cette saison est de 13 h 16 min.
1. On efface tout… / Los Angeles, première partie (LA X: Part One) (43 min 6 s)
2. …Et on recommence / Los Angeles, deuxième partie (LA X: Part Two) (42 min 59 s)
3. Cours Kate, cours / La Proie des ténèbres (What Kate Does) (43 min 5 s)
4. Le Remplaçant (The Substitute) (41 min 55 s)
5. Jeu de miroirs / Le Phare (Lighthouse) (44 min 2 s)
6. La Marche des ténèbres / À la nuit tombée (Sundown) (42 min 3 s)
7. Professeur Linus (Dr. Linus) (43 min 5 s)
8. L'Éclaireur (Recon) (43 min 5 s)
9. Depuis la nuit des temps / L'Immortel (Ab Aeterno) (47 min 37 s)
10. Mademoiselle Paik / Le Paquet (The Package) (43 min 6 s)
11. Et ils vécurent heureux (Happily Ever After) (42 min 54 s)
12. Tout le monde aime Hugo / Le bien-aimé (Everybody Loves Hugo) (42 min 36 s)
13. La Dernière Recrue (The Last Recruit) (43 min 5 s)
14. Rassembler pour mieux tuer / Le Candidat (The Candidate) (43 min 6 s)
15. À la source (Across the Sea) (43 min 4 s)
16. Au nom des disparus (What They Died For) (43 min 5 s)
17. Fin, première partie (The End: Part One) (52 min 21 s)
18. Fin, deuxième partie (The End: Part Two) (52 min 21 s)

### Épisodes spéciaux (2005-2010)
Cette section index est un bref récapitulatif des épisodes qui ont été faits spécifiquement par l'équipe de Lost.
Les « clip shows » sont des épisodes qui résument les événements qui sont survenus dans la série. Ils proposent généralement quelque chose de nouveau en incluant une voix-off, etc.
Il y a aussi un certain nombre de résumé, tels que « Lost in 8:15 », « Lost in 4:24 » et « Utterly Lost », qui ne sont pas considérés comme des épisodes, car ils sont plus courts et de qualités inférieures.
| №  | Titre                                                  | Scénario         | Diffusée entre                                                                        | Audiences      | 1re diffusion     |
| -- | ------------------------------------------------------ | ---------------- | ------------------------------------------------------------------------------------- | -------------- | ----------------- |
| 1  | Lost: The Journey                                      | Brian Cox        | Pour le meilleur et pour le pire (Épisode 20) Elle ou lui (Épisode 21)                | 13,75 millions | 27 avril 2005     |
| 2  | Destination Lost Destination perdus                    | Peter Coyote     | L'Exode (Fin de la saison 1) La Descente (Début de la saison 2)                       | 15,27 millions | 21 septembre 2005 |
| 3  | Lost: Revelation                                       | Peter Coyote     | Message personnel (Épisode 34) Le Psaume 23 (Épisode 35)                              | 13,52 millions | 11 janvier 2006   |
| 4  | Lost: Reckoning                                        | Peter Coyote     | S.O.S (Épisode 44) Compagnon de déroute (Épisode 45)                                  | 11,95 millions | 26 avril 2006     |
| 5  | Lost: A Tale of Survival Lost : Histoire de survivants | Michael Emerson  | ... Et mourir seul (Fin de la saison 2) De l'autre côté (Début de la saison 3)        | 9,03 millions  | 27 septembre 2006 |
| 6  | Lost Survivor Guide                                    | Kyle MacLachlan  | Coup d'État (Épisode 55) Loin de chez elle (Épisode 56)                               | 8,84 millions  | 7 février 2007    |
| 7  | Lost: The Answers                                      | Kyle MacLachlan  | Meilleurs moments (Épisode 70) Là où tout commence... (Fin de la saison 3)            | 9,12 millions  | 17 mai 2007       |
| 8  | Lost: Past, Present & Future                           | Michael Emerson  | Là où tout commence... (Fin de la saison 3) Le Début de la fin (Début de la saison 4) | 14,06 millions | 31 janvier 2008   |
| 9  | Lost: Destiny Calls                                    | Doug Hutchison   | Ceux qui restent (Fin de la saison 4) Les Exilés (Début de la saison 5)               | 8,51 millions  | 21 janvier 2009   |
| 10 | Lost: The Story of the Oceanic 6                       | Nestor Carbonell | Parle avec eux (Épisode 99) Le Facteur humain (Épisode 100)                           | 6,74 millions  | 22 avril 2009     |
| 11 | Lost: A Journey in Time                                | Michael Emerson  | Suivez le guide (Épisode 101) Au bout du voyage (Fin de la saison 5)                  | 6,33 millions  | 13 mai 2009       |
| 12 | Lost: Final Chapter                                    | Michael Emerson  | Au bout du voyage (Fin de la saison 5) On efface tout... (Début de la saison 6)       | 9,9 millions   | 2 février 2010    |
| 13 | Lost: The Final Journey                                | Titus Welliver   | Au nom des disparus (Épisode 119) Fin (Fin de la saison 6)                            | 9,92 millions  | 23 mai 2010       |